# Peptidasa
Una peptidasa és una proteasa amb capacitat d'hidrolitzar els enllaços peptídics.
Es classifiquen en dos grans grups:
- Exopeptidases. Trenquen els enllaços peptídics dels extrems de la cadena polipeptídica alliberant d'aquesta manera els aminoàcids terminals. Les exopeptidases alhora es classifiquen en dipeptidases (només hidrolitzen dímers d'aminoàcids) i carboxipeptidases (hidrolitzen l'extrem carboxil lliure).
- Endopeptidases. Hidrolitzen enllaços peptídics situats a l'interior de la cadena polipeptídica.

Les peptidases es troben naturalment en organismes vius, on s'usen per a la digestió molecular i la reducció de proteïnes no desitjades. Les peptidases poden trencar ja siguen enllaços peptídics específics (Proteol·lisis limitada), depenent en la seqüència d'aminoàcids de la proteïna, o poden reduir un pèptid complet a aminoàcids. (proteol·lisis il·limitada). L'organisme humà disposa dels dos tipus de proteïnes a l'intestí prim. D'exopeptidasa n'és exemple l'aminopeptidasa, i d'endopeptidasa, la tripsina.
Els inhibidors de proteases naturals no s'han de confondre amb els inhibidors de proteases usats en la teràpia anti-retroviral. Alguns virus, incloent-hi al VIH, depenen de les proteases en els seus cicles reproductius, és per això que els inhibidors de proteases es desenvolupen com mètodes antivirals.
Com les peptidases són en si mateixes pèptids, és natural preguntar-se si les peptidases es poden degradar. És un fet conegut que moltes peptidases es desdobleguen a si mateixes. Això pot ser un mètode important de regulació de l'activitat de les peptidases.

## Classificació de les peptidases
Les peptidases -segons la base de dades MEROPS- es classifiquen d'acord amb les similituds de la seva estructura tridimensional. Aquestes inclouen els Clan que contenen totes les peptidases que s'han originat d'un mateix ancestre comú de peptidases. Si l'estructura tridimensional no està disponible, la classificació es fa basant-se en l'ordre dels residus catalítics de la cadena peptídica i les seqüències que els flanquegen.